# Qué difícil es ser un dios (película 2013)
Qué difícil es ser un dios (en ruso: Трудно быть богом, romanizado: Trudno byt bogom) es una película de Aleksei Yuryevich German estrenada en 2013, y basada en la novela homónima de Arkadi y Borís Strugatski de 1964. Fue la última película, estrenada póstumamente, del cineasta ruso.

## Argumento y contexto
Un equipo de científicos viaja al planeta Arkanar, cuya población se halla estancada hace siglos en un completo atraso cultural y tecnológico, equiparable al de la Alta Edad Media de la historia terrícola de los humanos en la antigüedad. 
Los intelectuales o sospechosos de serlo en este planeta, son ejecutados y viven bajo un régimen de terror. Se ordena a los científicos en la nave espacial orbitando el planeta, que no interfieran y se limiten a observar, pero uno de ellos, Don Rumata, viaja a la superficie del primitivo planeta para observar el comportamiento de los humanos y trasmite todo lo que pasa con una cámara de video instalada en el interior de su ojo, pero al final él se hastía de esta situación y se ve tentado a tomar partido, para defender a un pueblo oprimido por una élite política corrupta.
Rumata busca a un intelectual hecho prisionero en una cárcel del gobernante de un pueblo y tratar de liberar a otro investigador enviado antes que él, para llevarlo de regreso a la nave espacial y escapar del planeta, pero este trata de liderar una rebelión contra el gobierno y le dice que deben ayudar al pueblo oprimido. 
El rodaje comenzó en el otoño de 2000 en la República Checa y continuó intermitentemente durante un período de varios años; finalizó en agosto de 2006 en los estudios Lenfilm de San Petersburgo. Durante la larga etapa de edición y postproducción, su director Aleksei German falleció antes de que la película pudiera completarse. La producción fue concluida por miembros de su familia y se estrenó en el Festival de Cine de Roma de 2013 (fuera de competición).
La escritura del guion es aún más extensa, remontándose su primer borrador a 1964, pues la intención de German fue que esta fuera su ópera prima. En un principio el título del proyecto fue La historia de la masacre de Arkanar (en ruso: История арканарской резни).

## Estilo visual y narrativo
La estética del filme, caracterizado por largos travellings y planos secuencia que rompen con la cuarta pared, ha sido descrita por Peter Bradshaw en estos términos: “Cada toma es una visión del pandemónium: una insondable composición de claroscuro en la que perros, gallinas, búhos y erizos comparten las mismas condiciones con los embrutecidos humanos, reducidos a semibestias. La cámara recorre fluidamente este panorama de caos y los personajes, tanto los importantes como los irrelevantes, se asoman atónitos a su lente, como transeúntes en un documental”.
La crudeza y el realismo extremos con que se recrea la época medieval (aunque ambientada en otro planeta) ha sido comparada con la de películas como Marketa Lazarova de Vláčil, Andrei Rublev de Tarkovsky o Sobre el globo de plata de Zulawsky. Con esta última comparte su carácter de ciencia ficción y su azarosa producción; pero a diferencia del director polaco, atraído por los aspectos simbólicos de la historia narrada, Aleksei German desarrolla un materialismo radical en el que lo viscoso (sangre, barro, mucosidad) toma un insólito protagonismo, al mismo tiempo que algunos de sus encuadres se inspiran en las escenografías infernales de El Bosco y Brueghel el Viejo.
Al igual que sucede en Marketa Lazarova, la trama queda en segundo plano y resulta confusa para el espectador cuanto menos en un primer visionado, puesto que el interés del cineasta es que aquél se sienta inmerso, durante casi tres horas, en una espiral de locura y violencia irresolubles.